# Castricum

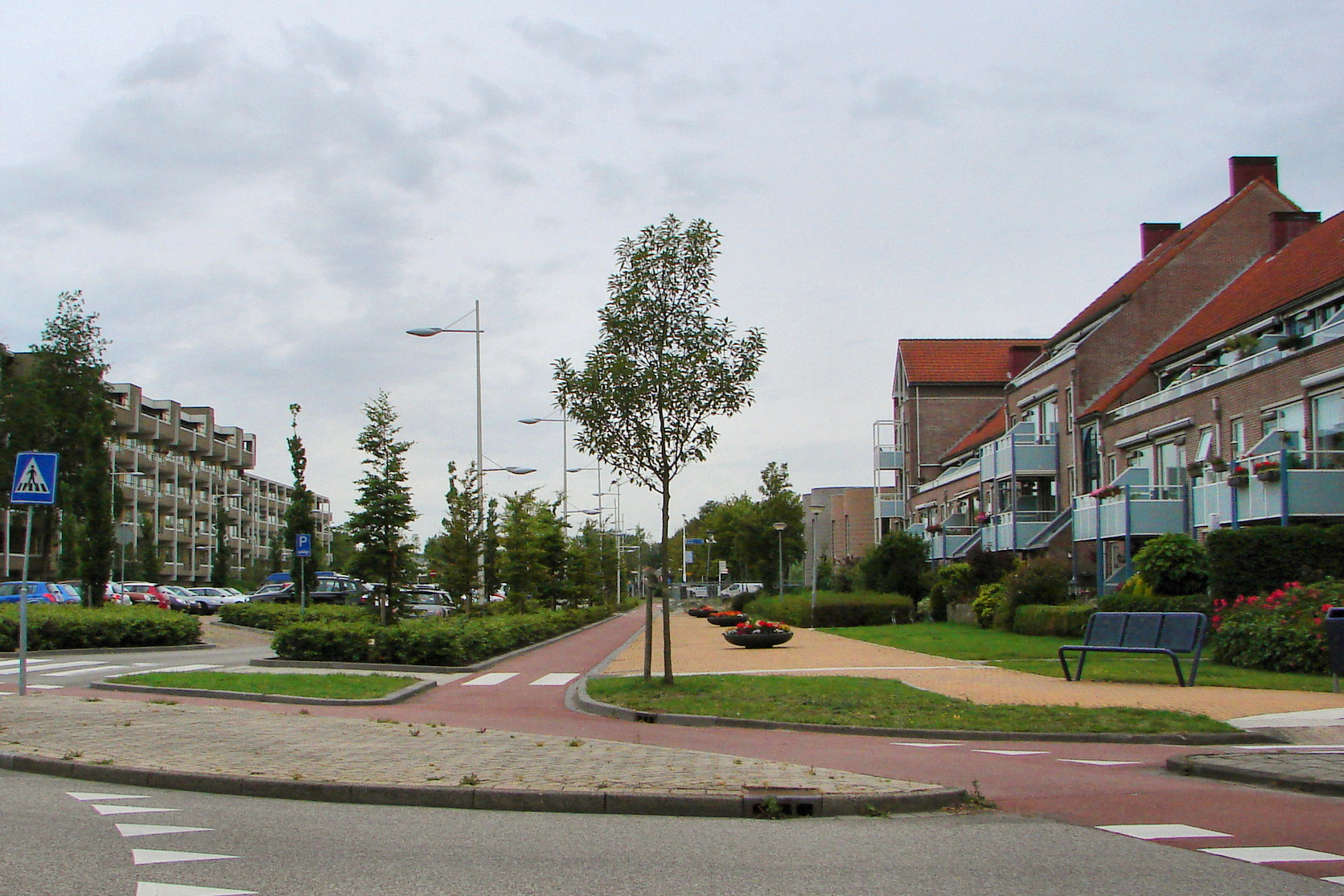
Castricum

Castricum (anhörenⓘ) ist eine Gemeinde in der niederländischen Provinz Nordholland.
Die Gemeinde hatte am 1. Januar 2025 eine Einwohnerzahl von 36.616. Ihre Gesamtfläche beträgt 60,4 km², davon 10,76 km² Wasser.

## Orte
Zur Gemeinde gehören folgende Dörfer:
- der Hauptort Castricum, in dem sich die Gemeindeverwaltung befindet (knapp 20.000 Einwohner)
- Limmen, inmitten der Tulpenfelder
- Bakkum, ein Vorort des Hauptortes Castricum
- Castricum aan Zee, ein Seebad an der Nordsee
- Akersloot, inmitten von Wiesen, am Ufer der See „Alkmaardermeer“
- der kleine Weiler Wouden

## Lage und Wirtschaft
Die Gemeinde liegt an der Nordseeküste und in den Dünen südlich von Alkmaar und Heiloo. Das Dorf Castricum hat einen Bahnhof an der Bahnstrecke Nieuwediep–Amsterdam. Akersloot liegt an der Autobahn zwischen Amsterdam und Alkmaar.
Die Nähe des Meeres, des Strandes und der zum Teil schön bewaldeten Dünen machte Castricum ab etwa 1920 zu einem beliebten Wohnsitz für Pendler aus den benachbarten Städten. Es gibt auch schon lange einige kleine Sanatorien für Menschen, die Heilung ihrer Krankheiten durch Einatmung der Meeresluft suchen. Auch der Tourismus ist bedeutend. Der Boden von Limmen ermöglicht den Anbau von Tulpen, Nelken, Hyazinthen und anderen Blumenzwiebelgewächsen. In den Poldern um Akersloot überwiegt die Rinderzucht.

## Geschichte
Akersloot war im Mittelalter ein weitaus wichtigeres Dorf als heutzutage; es hatte eine eigene Gerichtsbarkeit.
Castricum soll seinem Namen einem römischen Heereslager (Castra) verdanken; wahrscheinlich ist das nicht richtig. Tatsache ist aber, dass Siedlungsspuren aus römischer Zeit und älter gefunden worden sind. Wegen Überschwemmungen und des rauen Klimas war die Gegend von etwa 250 n. Chr. bis etwa 750 unbewohnt. Im Achtzigjährigen Krieg wurde es 1573, wie auch Akersloot, von den Spaniern verwüstet, die Alkmaar belagerten.
Bakkum kam erst um 1812 an diese Gemeinde, Limmen 2003. Das zwar ebenfalls schon sehr alte Limmen entwickelte sich erst richtig ab etwa 1900, als durch die Anwesenheit guter Verbindungen (Eisenbahnanschluss 1870) der Anbau und Export von Blumenzwiebeln lohnend und gewinnbringend wurde.
Bei Castricum gab es am 6. Oktober 1799 eine Schlacht während des Zweiten Koalitionskrieges zwischen Truppen aus England und Russland auf der einen und dem Frankreich des Napoléon Bonaparte auf der anderen Seite. Die Holländer der Region standen damals noch mehrheitlich auf französischer Seite und viele halfen den französischen Truppen. Nachdem die Russen und Briten Alkmaar erobert hatten, in einer Offensive zur Schaffung eines Brückenkopfes jenseits der Nordsee, wurden sie bei Castricum in einer achtstündigen Schlacht von den Franzosen vernichtend geschlagen, was den Misserfolg des alliierten Einmarsches in Holland besiegelte. Nach den Gefechten wurden die Dörfer verheerend geplündert. Der Sieg der Franzosen wurde auf dem Arc de Triomphe in Paris dargestellt mit dem Vermerk: „Alkmaer“.
Von 1972 bis 1975 bildete das Wrack des Kühlschiffs Wan Chun eine touristische Attraktion.

## Politik

### Sitzverteilung im Gemeinderat
Der Gemeinderat wird seit 1982 wie folgt gebildet:
| Partei                     | Sitze | Sitze | Sitze | Sitze | Sitze | Sitze  | Sitze | Sitze | Sitze | Sitze | Sitze |
| Partei                     | 1982  | 1986  | 1990  | 1994  | 1998  | 2001 a | 2006  | 2010  | 2014  | 2018  | 2022  |
| -------------------------- | ----- | ----- | ----- | ----- | ----- | ------ | ----- | ----- | ----- | ----- | ----- |
| Lokaal Vitaal              | –     | –     | –     | –     | –     | –      | –     | –     | –     | –     | 6     |
| VVD                        | 6     | 5     | 3     | 3     | 5     | 4      | 6     | 5     | 4     | 5     | 4     |
| GroenLinks                 | –     | –     | 2     | 1     | 3     | 3      | 2     | 2     | 2     | 3     | 4     |
| De VrijeLijst              |       |       |       |       |       |        | 2     | 1     | 1     | 2     | 3     |
| PvdA                       | 6     | 5     | 3     | 3     | 3     | 3      | 5     | 3     | 2     | 1     | 2     |
| PPR                        | 6     | 5     | –     | –     | –     | –      | –     | –     | –     | –     | –     |
| D66                        | 1     | 1     | 3     | 2     | 1     | 1      | 0     | 2     | 3     | 2     | 2     |
| CDA                        | 6     | 6     | 4     | 3     | 3     | 4      | 3     | 3     | 3     | 4     | 2     |
| Forza! Castricum           | –     | –     | –     | –     | –     | –      | –     | –     | –     | 1     | 2     |
| Castricum Kern(en) Gezond  | –     | –     | –     | –     | –     | –      | 3     | 4     | 4     | 4     | –     |
| Gemeente- en Dorpsbelang b |       |       |       |       |       | 8      | 4     | 3     | 2     | 2     | –     |
| SP                         | –     | –     | –     | –     | –     | –      | –     | –     | 2     | 1     | –     |
| Castricum Aktief b c       | 0     | 2     | 4     | 7     | 4     | –      | –     | –     | –     | –     | –     |
| Gesamt                     | 19    | 19    | 19    | 19    | 19    | 23     | 25    | 23    | 23    | 25    | 25    |

Anmerkungen

### Städtepartnerschaften
- Balatonfüred, Ungarn
- Spitak, Armenien

## Sehenswürdigkeiten
- Der Strand  bei Bakkum, auch Castricum aan Zee genannt (FKK-Tourismus und Strandbesuch für Behinderte beschränkt möglich)
- Dünen, in denen man Wanderungen machen kann
- Das Alkmaardermeer, auf dem man Wassersport betreiben kann (Akersloot hat einen Jachthafen)
- Die alte Kirche (15. Jahrhundert) im Ortskern von Castricum
- Das archäologische Zentrum Huis van Hilde
- Die Blumenfelder um Limmen mit dem von Ostern bis etwa zum 15. Mai geöffneten „Hortus bulborum“ (Garten mit historischen, seltenen Tulpenarten).

## Söhne und Töchter der Stadt
- Cees Lute (1941–2022), Radrennfahrer
- Theo van den Boogaard (* 1948), Comiczeichner
- Henk Beentje (* 1951), Botaniker
- Griselda Molemans (* 1961), Autorin und Journalistin
- Arjan de Zeeuw (* 1970), Fußballspieler
- Teun Koopmeiners (* 1998), Fußballspieler
- Yanne Dorenbos (* 2000), Radsportler